# Брезимо
Брѐзимо (на италиански: Bresimo; на ладински: Bresem, Брезем) е село и община в Северна Италия, автономна провинция Тренто, автономен регион Трентино-Южен Тирол. Разположено е на 1036 m надморска височина. Населението на общината е 253 души (към 2018 г.).